# برنامج التنظيم الذاتي للتجزئة الإلكترونية
برنامج التنظيم الذاتي للتجزئة الإلكترونية (ERSP) عبارة عن برنامج ذاتي التنظيم تم وضعه في عام 2004 على يد منظمات الأعمال الأمريكية من أجل تعزيز ثقة العملاء. وبرنامج التنظيم الذاتي للتجزئة الإلكترونية هو برنامج تابع لاتحاد التجزئة الإلكترونية بالتعاون مع مجلس مراجعة الدعاية القومية (NARC) ويديره مجلس مكاتب نحو أعمال أفضل (Better Business Bureaus). ومهمة البرنامج تتمثل في تحسين ثقة العملاء في التجزئة الإلكترونية، من خلال توفير منتدى من أجل التنظيم الذاتي للدعاية بالاستجابة المباشرة.
وقد تم وضع برنامج التنظيم الذاتي للتجزئة الإلكترونية لعدة أسباب، هي: تحسين ثقة العملاء في التجزئة الإلكترونية، وتأكيد الالتزام القوي لهذه الصناعة تجاه التنظيم الذاتي الفعال، وتوفير آلية سريعة وفعالة لمراجعة الدعاية رفيعة المستوى (مثل إعلانات التخسيس)، بالإضافة إلى فرض التأثير من خلال عدم استمرار الإعلانات التي تحتوي على ادعاءات ومطالبات فاضحة. ويتحقق برنامج التنظيم الذاتي للتجزئة الإلكترونية من مصداقية ودقة الادعاءات في إعلانات الاستجابة المباشرة، من خلال الاستفسارات التي تثار أمام برنامج التنظيم الذاتي للتجزئة الإلكترونية، من خلال تحديات المنافسين أو الشكاوى الصادرة من المستهلكين أو من خلال برنامج المراقبة المستمرة لبرنامج التنظيم الذاتي للتجزئة الإلكترونية. ومن خلال العمل كبرنامج تطوعي، يعد برنامج التنظيم الذاتي للتجزئة الإلكترونية أداة فعالة ومفيدة لمساعدة القائمين على التسويق بالاستجابة المباشرة من خلال إجراءات تتم في الوقت المناسب، وتتسم بالفاعلية من ناحية التكلفة، وتهدف إلى تقليل التدخل الحكومي، وزيادة مستوى ثقة المستهلكين.
وتشتمل صناعة الاستجابة المباشرة على إنتاج (البرامج الدعائية الطويلة) التي تدوم لفترات طويلة والإعلانات التجارية القصيرة وقنوات التسوق المنزلي المباشرة والدعاية المطبوعة والتسويق عبر الإنترنت والتسويق عبر الهواتف الخلوية وقنوات النطاق العريض وإعلانات الراديو. وأي شيء له علاقة مباشرة بالقائمين على التسويق: سواء رقم 1-800 أو بريد إلكتروني أو موقع ويب يكون في مرمى اختصاص برنامج التنظيم الذاتي للتجزئة الإلكترونية.
ويستفسر برنامج التنظيم الذاتي للتجزئة الإلكترونية عن الأدلة الداعمة التي يمتلكها القائمون على التسويق حيال الادعاءات المتعلقة بالبرنامج، والتي يتم تقديمها من خلال أي شكل من أشكال الدعاية بالاستجابة المباشرة. وتتم إثارة ادعاءات الدعاية أمام برنامج التنظيم الذاتي للتجزئة الإلكترونية من خلال التحديثات التنافسية وبرنامج المراقبة المستمرة لبرنامج التنظيم الذاتي للتجزئة الإلكترونية.
ومن بين أهم المميزات التي يتيحها هذا البرنامج:
- السرعة – تتمثل مهمة برنامج التنظيم الذاتي للتجزئة الإلكترونية في حل كل الاستفسارات خلال 60 يومًا
- التكلفة –بديل منخفض التكلفة للتقاضي
- عبء الإثبات - لا يتطلب برنامج التنظيم الذاتي للتجزئة الإلكترونية أن يتم إثبات الإضرار بالمستهلك كما يتطلب القانون،
- السرية يمكن أن تقوم الشركات بإرسال الحالات إلى برنامج التنظيم الذاتي للتجزئة الإلكترونية دون الكشف عن هويتها، والعكس صحيح، حيث تبقى أي معلومات مملوكة للشركات يتم تقديمها إلى البرنامج بشكل سري قيد السرية في أي تحدٍ يتعامل معه برنامج التنظيم الذاتي للتجزئة الإلكترونية.

ويعد اختيار 60 يومًا في هذا البرنامج أمرًا ضروريًا للحد من المشكلات التي يمكن أن تؤثر على القائمين على التسويق، إلا أنها تعد مدة كافية تمامًا لإجراء مراجعة شاملة. وتكمن نقاط نجاح البرنامج في المشاركة التطوعية من خلال القائمين على التسويق بالاستجابة المباشرة وطبيعة الصبغة ذاتية التنظيم. ومن خلال الطبيعة المفيدة لهذه الصبغة لصناعة التجزئة الإلكترونية، لا يتطلع برنامج التنظيم الذاتي للتجزئة الإلكترونية إلى متابعة برنامج المراقبة الخاص به فحسب، بل إلى التعامل مع التحديات التي تثار من العملاء والمنافسين في مجال التسويق الإلكتروني.
ويمكن أن تشتمل الادعاءات الرئيسية في أي مشكلة في برنامج التنظيم الذاتي للتجزئة الإلكترونية على ما يلي::
- ادعاءات التأسيس (“الإثبات الطبي”)
- ادعاءات الأداء (مدى فاعلية أداء المنتج)
- الشهادات (الحكايات التي يرويها العملاء حول النتائج التي حصلوا عليها من المنتج)
- ادعاءات التخسيس
- الصحة والسلامة
- عمليات الكشف
- الصور قبل وبعد استخدام المنتج
- الإطراء المغالى فيه
- ادعاءات المقارنة

وقد افتتح برنامج التنظيم الذاتي للتجزئة الإلكترونية أول قضية له في أغسطس من عام 2004.

## كيفية عمل عمليات برنامج التنظيم الذاتي للتجزئة الإلكترونية
يقوم برنامج التنظيم الذاتي للتجزئة الإلكترونية بتوضيح المخاوف الموجودة لديه في خطاب استفسار مبدئي، ويتم إعطاء القائم على التسويق مدة 15 يومًا للرد على برنامج التنظيم الذاتي للتجزئة الإلكترونية من خلال توفير أدلة على الأمور المثارة. ثم يكون أمام برنامج التنظيم الذاتي للتجزئة الإلكترونية 15 يومًا أخرى لطلب المزيد من المعلومات من القائم على التسويق فيما يتعلق بالمعلومات التي قام بتقديمها. وبمجرد الحصول على هذا الطلب، يكون أمام القائم على التسويق 10 أيام للرد على استفسارات برنامج التنظيم الذاتي للتجزئة الإلكترونية، وبمجرد الحصول على ذلك الرد، يكون أمام برنامج التنظيم الذاتي للتجزئة الإلكترونية 15 يومًا للوصول إلى قرار.
وإذا لم يقم القائم على التسويق بالرد على خطاب الاستفسار الأولي المرسل من قبل برنامج التنظيم الذاتي للتجزئة الإلكترونية، يتم إصدار موجز صحفي يلخص الادعاءات ويعلن عن أن أمام القائم على التسويق 10 أيام للرد.

## قرارات برنامج التنظيم الذاتي للتجزئة الإلكترونية - التوقعات
يمكن أن يتوقع المشاركون في مراجعة تتم من خلال برنامج التنظيم الذاتي للتجزئة الإلكترونية إحدى النتائج التالية:
- يحدد برنامج التنظيم الذاتي للتجزئة الإلكترونية أن الادعاءات الرئيسية في الإصدار مدعومة بأدلة معقولة.
- يوصي برنامج التنظيم الذاتي للتجزئة الإلكترونية القائم على التسويق بتعديل الادعاءات الرئيسية.
- يحدد برنامج التنظيم الذاتي للتجزئة الإلكترونية أن الادعاءات الرئيسية في الإصدار غير مدعومة ويوصي المعلن بسحب الإعلان.

كما يحيل برنامج التنظيم الذاتي للتجزئة الإلكترونية كذلك القائمين على التسويق إلى الوكالة التنظيمية المناسبة في حالة الفشل في الرد أو رفض الالتزام بنتائج برنامج التنظيم الذاتي للتجزئة الإلكترونية. كما يتم كذلك تنفيذ استفسارات الالتزام للتأكد من الالتزام بتوصيات برنامج التنظيم الذاتي للتجزئة الإلكترونية.
يمكن إرسال شكاوى المستهلكين إلى برنامج التنظيم الذاتي للتجزئة الإلكترونية من خلال نموذج الشكاوى نسخة محفوظة 27 نوفمبر 2004 at Archive.is هذا.
ويمكن الاطلاع على نسخ من تقارير حالات برنامج التنظيم الذاتي للتجزئة الإلكترونية هنا.

## وصلات خارجية
- National Advertising Review Council